# Saint-Julia

Saint-Julia este o comună în departamentul Haute-Garonne din sudul Franței. În 2009 avea o populație de 373 de locuitori.

## Evoluția populației
| An        | 1975 | 1982 | 1990 | 1999 | 2006 | 2009 |
| --------- | ---- | ---- | ---- | ---- | ---- | ---- |
| Populație | 370  | 314  | 305  | 333  | 382  | 373  |

## Monumente

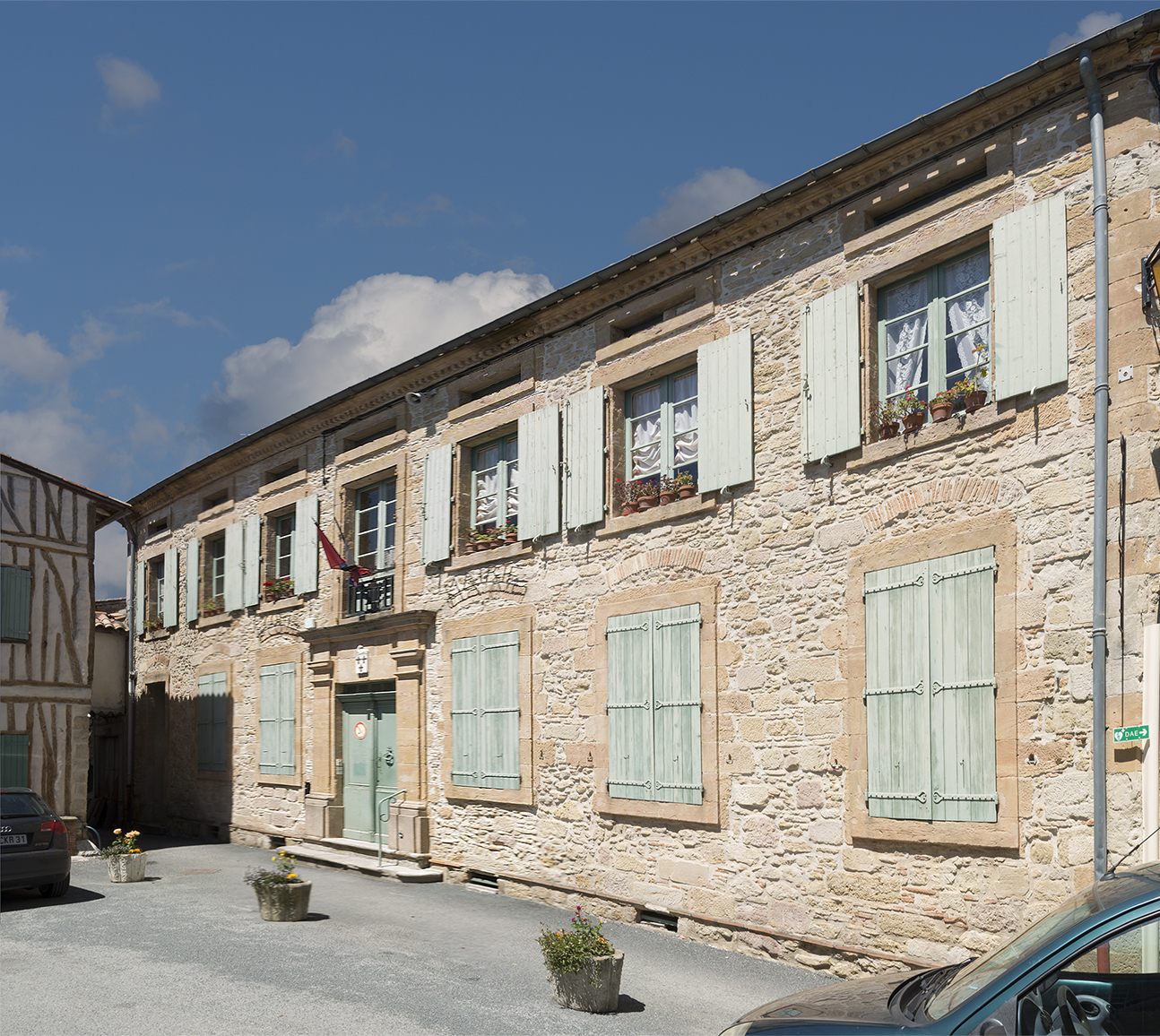
Primarie.
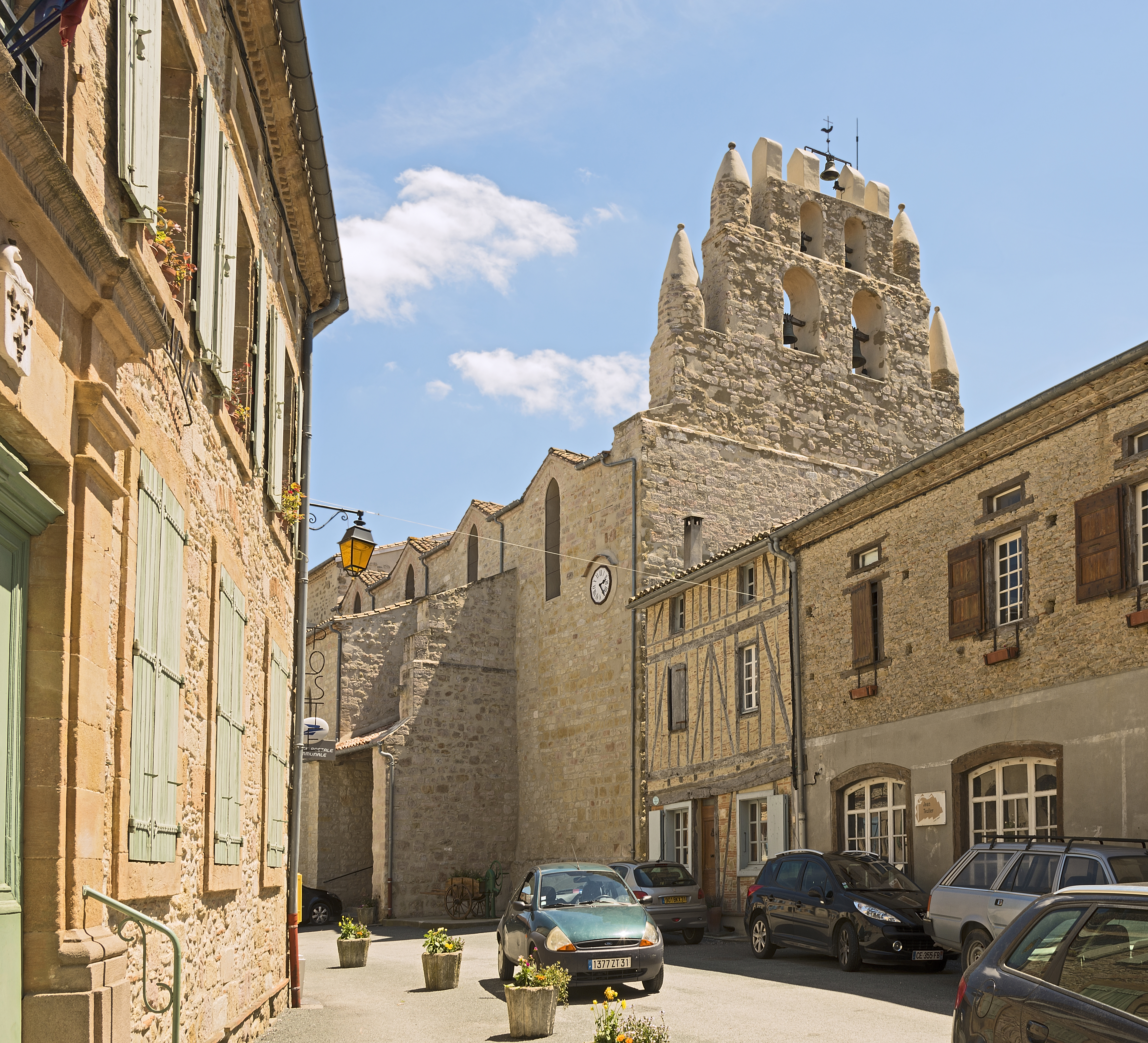
Biserica.
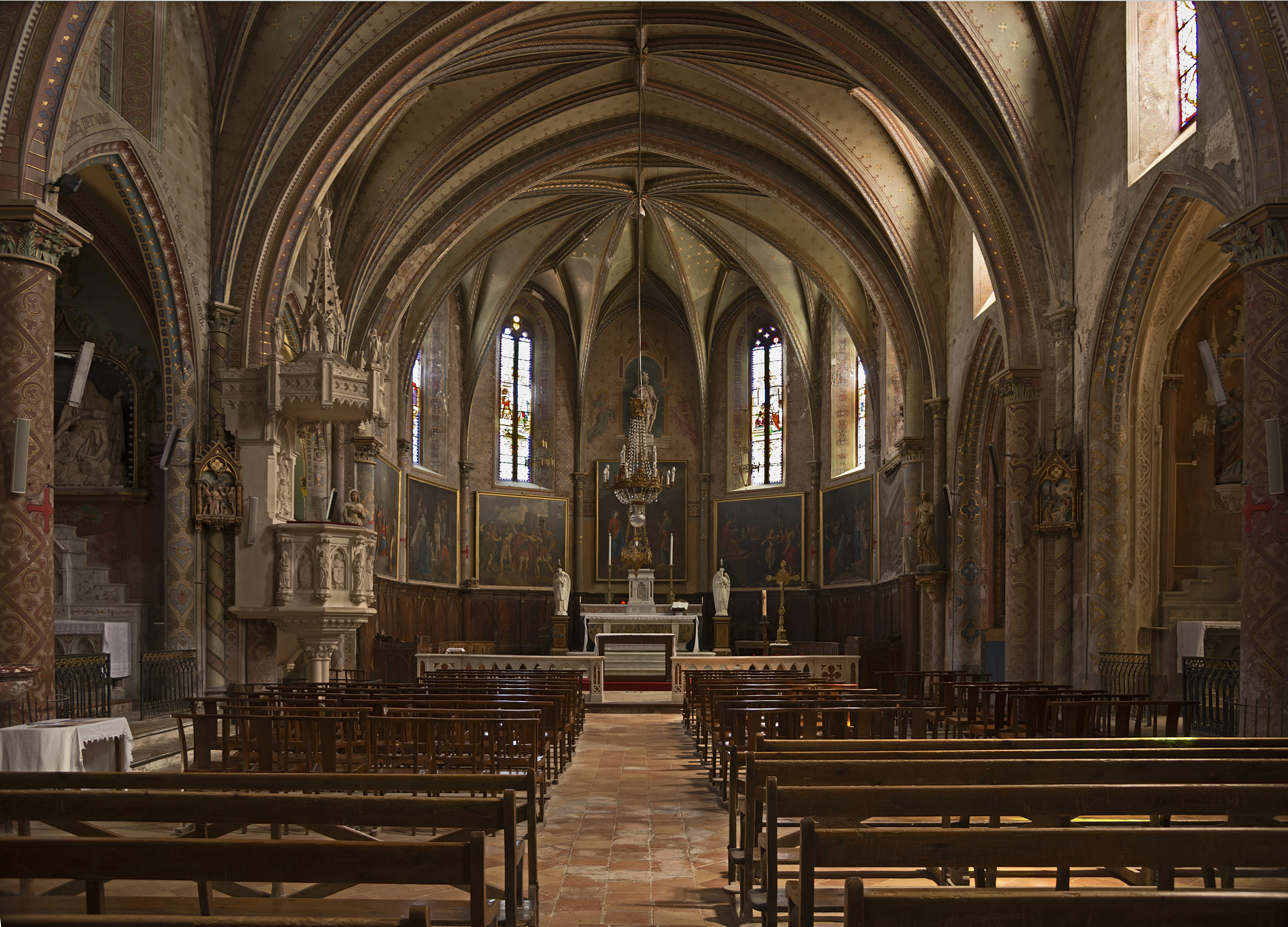
Interiorul bisericii